# Eremostachys labiosissima
Eremostachys labiosissima là một loài thực vật có hoa trong họ Hoa môi. Loài này được Pazij & Vved. mô tả khoa học đầu tiên năm 1961.